# Storängens naturreservat
Storängens naturreservat är ett naturreservat i Norrtälje kommun i Stockholms län.
Området är naturskyddat sedan 1963 och är 5 hektar stort. Reservatet består av ängs- och betesmark med stora ädellövträd.